# Prix Shaw
Les prix Shaw sont une série de récompenses scientifiques décernés à Hong Kong chaque année depuis 2004 par la fondation Shaw. Parfois surnommés les « prix Nobel asiatiques,,, », les prix sont accompagnés d'une récompense d'un million de dollars américains (1,2 million depuis 2016) de la  fondation philanthropique Shaw, créée par Run Run Shaw, le magnat des médias hongkongais et qui porte son nom.
Le prix récompense des scientifiques dans trois domaines : l'astronomie, les sciences biologiques et médicales et les mathématiques.

## Liste des récipiendaires

### Prix Shaw en astronomie
| Année | Lauréat[a]                 | Nationalité[b]   | Raison[c] | Réf.   |
| ----- | -------------------------- | ---------------- | --- | ------ |
| 2004  | Philip James Edwin Peebles | Canada           | pour ses contributions à la cosmologie | ,      |
| 2005  | Geoffrey Marcy             | États-Unis       | pour leurs contributions qui ont mené à la découverte de systèmes planétaires | ,      |
| 2005  | Michel Mayor               | Suisse           | pour leurs contributions qui ont mené à la découverte de systèmes planétaires | ,      |
| 2006  | Saul Perlmutter            | États-Unis       | pour la découverte du taux de croissance de l'accélération de l'expansion de l'Univers et la densité énergétique de l'espace | ,      |
| 2006  | Adam Riess                 | États-Unis       | pour la découverte du taux de croissance de l'accélération de l'expansion de l'Univers et la densité énergétique de l'espace | ,      |
| 2006  | Brian Schmidt              | Australie        | pour la découverte du taux de croissance de l'accélération de l'expansion de l'Univers et la densité énergétique de l'espace | ,      |
| 2007  | Peter Goldreich            | États-Unis       | pour ses accomplissements en astrophysique théorique et en planétologie | ,      |
| 2008  | Reinhard Genzel            | Allemagne        | pour avoir démontré que le centre de la Voie lactée contient un trou noir supermassif | ,      |
| 2009  | Frank H. Shu (徐遐生)      | États-Unis       | pour les contributions de toute une vie à l'astronomie théorique | ,      |
| 2010  | Charles L. Bennett         | États-Unis       | pour leurs contributions à l'expérience Wilkinson Microwave Anisotropy Probe, qui aide à déterminer la géométrie, l'âge et la composition de l'univers | [ 18 ] |
| 2010  | Lyman A. Page Jr.          | États-Unis       | pour leurs contributions à l'expérience Wilkinson Microwave Anisotropy Probe, qui aide à déterminer la géométrie, l'âge et la composition de l'univers | [ 18 ] |
| 2010  | David N. Spergel           | États-Unis       | pour leurs contributions à l'expérience Wilkinson Microwave Anisotropy Probe, qui aide à déterminer la géométrie, l'âge et la composition de l'univers | [ 18 ] |
| 2011  | Enrico Costa               | Italie           | pour leur montage des missions spatiales qui ont conduit à la démonstration de l'origine cosmologique des sursauts gamma, les sources les plus brillantes connues de l'Univers. | [ 19 ] |
| 2011  | Gerald J. Fishman          | États-Unis       | pour leur montage des missions spatiales qui ont conduit à la démonstration de l'origine cosmologique des sursauts gamma, les sources les plus brillantes connues de l'Univers. | [ 19 ] |
| 2012  | David Jewitt               | États-Unis       | pour leur découverte et l'étude des objets transneptuniens, un trésor archéologique datant de la formation du Système solaire et la source longtemps recherchée des comètes à courte période. | [ 20 ] |
| 2012  | Jane Luu                   | États-Unis       | pour leur découverte et l'étude des objets transneptuniens, un trésor archéologique datant de la formation du Système solaire et la source longtemps recherchée des comètes à courte période. | [ 20 ] |
| 2013  | Steven A. Balbus           | États-Unis       | pour leur découverte de l'instabilité magnéto-rotationnelle | [ 21 ] |
| 2013  | John F. Hawley (en)        | États-Unis       | pour leur découverte de l'instabilité magnéto-rotationnelle | [ 21 ] |
| 2014  | Daniel Eisenstein (en)     | États-Unis       | pour leur contribution aux mesures des caractéristiques de la structure à grande échelle des galaxies utilisées pour contraindre le modèle cosmologique, y compris les oscillations acoustiques baryoniques et les distorsions de l'espace dues au décalage vers le rouge (en). | [ 22 ] |
| 2014  | Shaun Cole (en)            | Royaume-Uni      | pour leur contribution aux mesures des caractéristiques de la structure à grande échelle des galaxies utilisées pour contraindre le modèle cosmologique, y compris les oscillations acoustiques baryoniques et les distorsions de l'espace dues au décalage vers le rouge (en). | [ 22 ] |
| 2014  | John A. Peacock (en)       | Royaume-Uni      | pour leur contribution aux mesures des caractéristiques de la structure à grande échelle des galaxies utilisées pour contraindre le modèle cosmologique, y compris les oscillations acoustiques baryoniques et les distorsions de l'espace dues au décalage vers le rouge (en). | [ 22 ] |
| 2015  | William J. Borucki         | États-Unis       | pour sa conception et direction de la mission Kepler, qui a grandement fait progresser la connaissance des systèmes planétaires extrasolaires et des intérieurs des étoiles. | [ 23 ] |
| 2016  | Ronald Drever              | États-Unis       | pour la conception et la réalisation du Laser Interferometer Gravitational-Wave Observatory (LIGO), dont la récente détection directe des ondes gravitationnelles ouvre une nouvelle fenêtre en astronomie, la première découverte remarquable étant la fusion d'une paire de trous noirs de masses stellaires. | [ 24 ] |
| 2016  | Kip S. Thorne              | États-Unis       | pour la conception et la réalisation du Laser Interferometer Gravitational-Wave Observatory (LIGO), dont la récente détection directe des ondes gravitationnelles ouvre une nouvelle fenêtre en astronomie, la première découverte remarquable étant la fusion d'une paire de trous noirs de masses stellaires. | [ 24 ] |
| 2016  | Rainer Weiss               | États-Unis       | pour la conception et la réalisation du Laser Interferometer Gravitational-Wave Observatory (LIGO), dont la récente détection directe des ondes gravitationnelles ouvre une nouvelle fenêtre en astronomie, la première découverte remarquable étant la fusion d'une paire de trous noirs de masses stellaires. | [ 24 ] |
| 2017  | Simon White                | Royaume-Uni      | pour sa contribution à la compréhension de la structure de l'univers. | [ 25 ] |
| 2018  | Jean-Loup Puget            | France           | pour sa contribution à l'astronomie de l'infrarouge et dans le domaine spectral sous-millimétrique. Il a détecté le fond cosmique infrarouge des galaxies anciennes en formation d'étoiles et a proposé des molécules d'hydrocarbures aromatiques comme un constituant de matière interstellaire. Avec la mission spatiale Planck, il a fait progresser de façon spectaculaire notre connaissance de la cosmologie en présence de matière interstellaire.                                                                               | [ 26 ] |
| 2019  | Edward C. Stone            | États-Unis       | pour avoir été le leader du programme Voyager. Ce programme a permis lors de ces quarante dernières années de mieux comprendre Jupiter, Saturne, Uranus et Neptune. Il a exploré également le système solaire externe. Il explore désormais le milieu interstellaire. | [ 27 ] |
| 2020  | Roger Blandford            | États-Unis       | pour ses contributions essentielles à l'astrophysique théorique, en particulier celles qui portent sur la compréhension fondamentale des noyaux galactiques actifs, la formation et la collimation de jets relativistes, le mécanisme d'extraction d'énergie des trous noirs et l'accélération des particules au cours de collisions et les mécanismes de radiation pertinents. | [ 28 ] |
| 2021  | Victoria Kaspi             | Canada           | pour leurs contributions à la compréhension des magnétars, une classe d'étoiles à neutrons fortement magnétisées qui sont reliées à une large gamme de phénomènes astrophysiques éphémères. À travers le développement de techniques d'observation novatrices et précises, elles ont confirmé l'existence d'étoiles à neutrons ayant des champs magnétiques extrêmement puissants et ont caractérisé leurs propriétés physiques. Leurs travaux ont institué les magnétars comme une nouvelle classe importante d'objets astrophysiques. | [ 29 ] |
| 2021  | Chryssa Kouveliotou        | Grèce États-Unis | pour leurs contributions à la compréhension des magnétars, une classe d'étoiles à neutrons fortement magnétisées qui sont reliées à une large gamme de phénomènes astrophysiques éphémères. À travers le développement de techniques d'observation novatrices et précises, elles ont confirmé l'existence d'étoiles à neutrons ayant des champs magnétiques extrêmement puissants et ont caractérisé leurs propriétés physiques. Leurs travaux ont institué les magnétars comme une nouvelle classe importante d'objets astrophysiques. | [ 29 ] |
| 2022  | Lennart Lindegren (en)     | Suède            | pour leurs contributions tout au long de leur carrière à l'astronométrie de l'espace et en particulier pour leur rôle dans la conception et la création des missions de l'Agence spatiale européenne Hipparcos et Gaia. | [ 30 ] |
| 2022  | Michael Perryman           | Irlande          | pour leurs contributions tout au long de leur carrière à l'astronométrie de l'espace et en particulier pour leur rôle dans la conception et la création des missions de l'Agence spatiale européenne Hipparcos et Gaia. | [ 30 ] |
| 2023  | Matthew Bailes             | Australie        | pour la découverte des sursauts radio rapides (FRB). | [ 31 ] |
| 2023  | Duncan Lorimer             | États-Unis       | pour la découverte des sursauts radio rapides (FRB). | [ 31 ] |
| 2023  | Maura McLaughlin           | États-Unis       | pour la découverte des sursauts radio rapides (FRB). | [ 31 ] |
| 2024  | Shrinivas R. Kulkarni (en) | États-Unis       | pour ses découvertes révolutionnaires sur les pulsars millisecondes, les sursauts gamma, les supernovas et autres objets astronomiques variables ou transitoires. Ses contributions à l'astronomie des phénomènes transitoires a culminé avec la conception, la construction et la direction du Palomar Transient Factory et de son successeur, le Zwicky Transient Facility, qui ont révolutionné notre compréhension du ciel optique variable dans le temps.                                                                          | [ 32 ] |
| 2025  | John Richard Bond          | Canada           | pour leurs recherches pionnières en cosmologie, notamment pour leurs études des fluctuations du rayonnement du fond diffus cosmologique. Leurs prédictions ont été vérifiées par une armada d'instruments terrestres, aérospatiaux et spatiaux, permettant de déterminer avec précision l'âge, la géométrie et le rapport masse-énergie de l'univers. | [ 33 ] |
| 2025  | George Efstathiou          | Royaume-Uni      | pour leurs recherches pionnières en cosmologie, notamment pour leurs études des fluctuations du rayonnement du fond diffus cosmologique. Leurs prédictions ont été vérifiées par une armada d'instruments terrestres, aérospatiaux et spatiaux, permettant de déterminer avec précision l'âge, la géométrie et le rapport masse-énergie de l'univers. | [ 33 ] |

### Prix Shaw en sciences de la vie et médecine
| Année   | Lauréat[a]                  | Nationalité[b]        | Raison[c] | Réf.   |
| ------- | --------------------------- | --------------------- | --- | ------ |
| 2004[d] | Stanley Norman Cohen        | États-Unis            | pour leurs contributions au clonage de l'ADN et au génie génétique | ,      |
| 2004[d] | Herbert Boyer               | États-Unis            | pour leurs contributions au clonage de l'ADN et au génie génétique | ,      |
| 2004[d] | Yuet Wai Kan (en) (簡悅威)  | États-Unis            | pour ses travaux sur le polymorphisme de l'ADN | ,      |
| 2004[d] | Richard Doll                | Royaume-Uni           | pour ses contributions à l'épidémiologie du cancer | ,      |
| 2005    | Michael Berridge            | Royaume-Uni           | pour ses travaux sur le signal calcique, un processus qui régule l'activité des cellules | ,      |
| 2006    | Xiaodong Wang (en) (王曉東) | États-Unis            | Pour ses travaux sur la mort cellulaire programmée | ,      |
| 2007    | Robert Lefkowitz            | États-Unis            | pour ses travaux sur les récepteurs couplés aux protéines G | ,      |
| 2008[e] | Keith H. S. Campbell        | Royaume-Uni           | pour leurs travaux sur la différenciation cellulaire chez les mammifères, une avancée qui accroît nos connaissances sur la biologie du développement | ,      |
| 2008[e] | Ian Wilmut                  | Royaume-Uni           | pour leurs travaux sur la différenciation cellulaire chez les mammifères, une avancée qui accroît nos connaissances sur la biologie du développement | ,      |
| 2008[e] | Shinya Yamanaka (山中伸弥)  | Japon                 | pour leurs travaux sur la différenciation cellulaire chez les mammifères, une avancée qui accroît nos connaissances sur la biologie du développement | ,      |
| 2009    | Douglas Coleman             | États-Unis            | pour leur découverte de la leptine | ,      |
| 2009    | Jeffrey M. Friedman         | États-Unis            | pour leur découverte de la leptine | ,      |
| 2010    | David Julius                | États-Unis            | pour sa découverte des mécanismes moléculaires par lesquels la peau ressent les stimuli douloureux | [ 43 ] |
| 2011    | Jules A. Hoffmann           | France                | pour leur découverte du mécanisme moléculaire de l'immunité innée, la première ligne de défense contre les pathogènes | [ 44 ] |
| 2011    | Ruslan M. Medzhitov (en)    | Ouzbékistan           | pour leur découverte du mécanisme moléculaire de l'immunité innée, la première ligne de défense contre les pathogènes | [ 44 ] |
| 2011    | Bruce A. Beutler            | États-Unis            | pour leur découverte du mécanisme moléculaire de l'immunité innée, la première ligne de défense contre les pathogènes | [ 44 ] |
| 2012    | Franz-Ulrich Hartl          | Allemagne             | pour leurs contributions à la compréhension du mécanisme moléculaire du repliement des protéines. Un bon repliement des protéines est essentiel pour beaucoup de fonctions cellulaires | [ 45 ] |
| 2012    | Arthur Horwich              | États-Unis            | pour leurs contributions à la compréhension du mécanisme moléculaire du repliement des protéines. Un bon repliement des protéines est essentiel pour beaucoup de fonctions cellulaires | [ 45 ] |
| 2013    | Jeffrey C. Hall             | États-Unis            | pour leur découverte des mécanismes moléculaires qui sous-tendent les rythmes circadiens. | [ 21 ] |
| 2013    | Michael Rosbash             | États-Unis            | pour leur découverte des mécanismes moléculaires qui sous-tendent les rythmes circadiens. | [ 21 ] |
| 2013    | Michael W. Young            | États-Unis            | pour leur découverte des mécanismes moléculaires qui sous-tendent les rythmes circadiens. | [ 21 ] |
| 2014    | Kazutoshi Mori (en)         | Japon                 | pour leur découverte de la réponse protéique non repliée du réticulum endoplasmique, une voie de signalisation cellulaire qui contrôle l'homéostasie des organites et la qualité de l'exportation des protéines dans les cellules eucaryotes. | [ 22 ] |
| 2014    | Peter Walter                | États-Unis            | pour leur découverte de la réponse protéique non repliée du réticulum endoplasmique, une voie de signalisation cellulaire qui contrôle l'homéostasie des organites et la qualité de l'exportation des protéines dans les cellules eucaryotes. | [ 22 ] |
| 2015    | Bonnie Bassler              | États-Unis            | pour avoir élucidé le mécanisme moléculaire de la détection du quorum, un processus par lequel les bactéries communiquent entre elles et qui offre des moyens novateurs d'interférer avec les pathogènes bactériens ou de moduler le microbiome pour des applications en santé. | [ 23 ] |
| 2015    | E. Peter Greenberg (en)     | États-Unis            | pour avoir élucidé le mécanisme moléculaire de la détection du quorum, un processus par lequel les bactéries communiquent entre elles et qui offre des moyens novateurs d'interférer avec les pathogènes bactériens ou de moduler le microbiome pour des applications en santé. | [ 23 ] |
| 2016    | Adrian P. Bird              | Royaume-Uni           | pour leur découverte des gènes et des protéines codées qui reconnaissent une modification chimique de l'ADN des chromosomes qui influence le contrôle génétique comme base du syndrome de Rett du trouble du développement. | [ 24 ] |
| 2016    | Huda Zoghbi                 | États-Unis            | pour leur découverte des gènes et des protéines codées qui reconnaissent une modification chimique de l'ADN des chromosomes qui influence le contrôle génétique comme base du syndrome de Rett du trouble du développement. | [ 24 ] |
| 2017    | Ian R. Gibbons (en)         | États-Unis            | Pour leurs recherches sur les protéines motrices associées aux microtubules. | [ 25 ] |
| 2017    | Ronald Vale                 | États-Unis            | Pour leurs recherches sur les protéines motrices associées aux microtubules. | [ 25 ] |
| 2018    | Mary-Claire King            | États-Unis            | pour sa cartographie du premier gène du cancer du sein. À l'aide d'une modélisation mathématique, King a prédit puis démontré que le cancer du sein peut être causé par un seul gène. Elle a cartographié le gène ce qui a facilité son clonage et sauvé des milliers de vies. | [ 26 ] |
| 2019    | Maria Jasin (en)            | États-Unis            | pour ses travaux montrant que des cassures double brin localisées dans l'ADN stimulent la recombinaison dans les cellules de mammifères. Ces travaux fondateurs ont été essentiels et ont directement conduit au développement d'outils permettant l'édition de sites spécifiques dans les génomes de mammifères. | [ 27 ] |
| 2020    | Gero Miesenböck             | Royaume-Uni           | pour le développement de l’optogénétique, une technologie qui a révolutionné les neurosciences. | [ 46 ] |
| 2020    | Peter Hegemann              | Allemagne             | pour le développement de l’optogénétique, une technologie qui a révolutionné les neurosciences. | [ 46 ] |
| 2020    | Georg Nagel                 | Allemagne             | pour le développement de l’optogénétique, une technologie qui a révolutionné les neurosciences. | [ 46 ] |
| 2021    | Scott Emr                   | États-Unis            | pour la découverte historique de la voie ESCRT (Endosomal Sorting Complex Required for Transport), essentielle à divers processus impliquant la biologie membranaire, notamment la division cellulaire, la régulation des récepteurs de surface cellulaire, la dissémination virale et l'élagage des axones nerveux. Ces processus sont essentiels à la vie, à la santé et à la maladie.                                  | [ 47 ] |
| 2022    | Paul Negulescu              | États-Unis - Roumanie | pour des découvertes fondamentales sur les anomalies fonctionnelles, biochimiques et moléculaires qui sous-tendent la mucoviscidose et l'identification et le développement de médicaments qui inversent ces anomalies et permettent de soigner la plupart des personnes affectées par cette maladie. Mises ensemble, ces découvertes et médicaments soulagent la souffrance humaine et sauvent des vies.                 | ,      |
| 2022    | Michael J. Welsh            | États-Unis            | pour des découvertes fondamentales sur les anomalies fonctionnelles, biochimiques et moléculaires qui sous-tendent la mucoviscidose et l'identification et le développement de médicaments qui inversent ces anomalies et permettent de soigner la plupart des personnes affectées par cette maladie. Mises ensemble, ces découvertes et médicaments soulagent la souffrance humaine et sauvent des vies.                 | ,      |
| 2023    | Patrick Cramer (en)         | Allemagne             | pour la biologie structurale pionnière qui a permis la visualisation, au niveau des atomes individuels, des machines protéiques responsables de la transcription des gènes, l'un des processus fondamentaux de la vie. Ils ont révélé le mécanisme qui sous-tend chaque étape de la transcription des gènes, la manière dont une transcription conforme améliore la santé et dont les dérèglements provoquent la maladie. | [ 31 ] |
| 2023    | Eva Nogales                 | Espagne- États-Unis   | pour la biologie structurale pionnière qui a permis la visualisation, au niveau des atomes individuels, des machines protéiques responsables de la transcription des gènes, l'un des processus fondamentaux de la vie. Ils ont révélé le mécanisme qui sous-tend chaque étape de la transcription des gènes, la manière dont une transcription conforme améliore la santé et dont les dérèglements provoquent la maladie. | [ 31 ] |
| 2024    | Swee Lay Thein (en)         | Malaisie              | pour leur découverte des mécanismes génétiques et moléculaires qui sous-tendent la transition de l'hémoglobine de sa forme fœtale à adulte, rendant ainsi possible une thérapie génique révolutionnaire et hautement efficace de la drépanocytose et de la thalassémie β, deux maladies qui touchent des millions de gens dans le monde.                                                                                  | [ 32 ] |
| 2024    | Stuart Orkin                | États-Unis            | pour leur découverte des mécanismes génétiques et moléculaires qui sous-tendent la transition de l'hémoglobine de sa forme fœtale à adulte, rendant ainsi possible une thérapie génique révolutionnaire et hautement efficace de la drépanocytose et de la thalassémie β, deux maladies qui touchent des millions de gens dans le monde.                                                                                  | [ 32 ] |
| 2025    | Wolfgang Baumeister         | Allemagne             | pour son développement pionnier et son utilisation de la cryotomographie électronique (cryo-ET), une technique d'imagerie qui permet la visualisation tridimensionnelle d'échantillons biologiques, y compris les protéines, les complexes macromoléculaires et les compartiments cellulaires tels qu'ils existent dans leur environnement cellulaire naturel.                                                            | [ 33 ] |

### Prix Shaw de sciences mathématiques
| Année | Lauréat[a]                 | Nationalité[b]              | Raison[c] | Réf.   |
| ----- | -------------------------- | --------------------------- | --- | ------ |
| 2004  | Shiing-Shen Chern (陳省身) | Chine                       | pour la création et les travaux pionniers en géométrie différentielle globale | ,      |
| 2005  | Andrew John Wiles          | Royaume-Uni                 | pour sa preuve du dernier théorème de Fermat | ,      |
| 2006  | David Mumford              | États-Unis                  | pour ses contributions à la théorie des motifs (en) et ses recherches en vision | ,      |
| 2006  | Wentsun Wu (吳文俊)        | Chine                       | pour ses contributions à la mécanisation des mathématiques | ,      |
| 2007  | Robert Langlands           | Canada                      | pour le développement du programme de Langlands, un programme qui relie les nombres premiers à la symétrie | ,      |
| 2007  | Richard Taylor             | Royaume-Uni                 | pour le développement du programme de Langlands, un programme qui relie les nombres premiers à la symétrie | ,      |
| 2008  | Vladimir Arnold            | Russie                      | pour leurs contributions à la physique mathématique | ,      |
| 2008  | Ludwig Faddeev             | Russie                      | pour leurs contributions à la physique mathématique | ,      |
| 2009  | Simon K. Donaldson         | Royaume-Uni                 | pour leurs contributions aux géométries en 3D et en 4D | ,      |
| 2009  | Clifford H. Taubes         | États-Unis                  | pour leurs contributions aux géométries en 3D et en 4D | ,      |
| 2010  | Jean Bourgain              | Belgique                    | pour son travail en analyse et son application aux domaines allant des équations aux dérivées partielles à l'informatique théorique | [ 61 ] |
| 2011  | Demetrios Christodoulou    | Grèce                       | pour leurs travaux très novateurs sur les équations différentielles partielles non-linéaires en géométrie riemannienne et lorentzienne et leurs applications à la relativité générale et à la topologie | [ 62 ] |
| 2011  | Richard S. Hamilton        | États-Unis                  | pour leurs travaux très novateurs sur les équations différentielles partielles non-linéaires en géométrie riemannienne et lorentzienne et leurs applications à la relativité générale et à la topologie | [ 62 ] |
| 2012  | Maxime Kontsevitch         | France                      | pour ses travaux pionniers en algèbre, géométrie et physique mathématique, en particulier sur la quantification par déformation, l'intégration motivique et la symétrie miroir | [ 63 ] |
| 2013  | David L. Donoho            | États-Unis                  | pour ses profondes contributions à la statistique mathématique moderne et en particulier au développement d'algorithmes optimaux d'estimation statistique en présence de bruit et de techniques efficaces de représentation et de récupération économiques de données dans de grands ensembles de données | [ 21 ] |
| 2014  | George Lusztig             | États-Unis                  | pour ses contributions fondamentales à l'algèbre, la géométrie algébrique, et à la théorie de la représentation, et pour les liens établis entre ces sujets qui permettent résoudre des problèmes anciens et de révéler de belles connexions nouvelles | [ 22 ] |
| 2015  | Gerd Faltings              | Allemagne                   | pour leur introduction et développement d'outils fondamentaux en théorie des nombres leur permettant, ainsi qu'à d'autres, de résoudre certains problèmes classiques ouverts de longue date | [ 23 ] |
| 2015  | Henryk Iwaniec             | États-Unis                  | pour leur introduction et développement d'outils fondamentaux en théorie des nombres leur permettant, ainsi qu'à d'autres, de résoudre certains problèmes classiques ouverts de longue date | [ 23 ] |
| 2016  | Nigel Hitchin              | Royaume-Uni                 | pour ses contributions de grande portée à la géométrie, à la théorie de la représentation et à la physique théorique. Les concepts et techniques fondamentaux et élégants qu'il a introduits ont eu un grand impact et sont d'une importance durable | [ 24 ] |
| 2017  | János Kollár               | États-Unis                  | pour leurs résultats remarquables dans de nombreuses zones de la géométrie algébrique, qui ont transformé la discipline et conduit à la solution de problèmes posés depuis longtemps qui semblaient hors de portée | [ 25 ] |
| 2017  | Claire Voisin              | France                      | pour leurs résultats remarquables dans de nombreuses zones de la géométrie algébrique, qui ont transformé la discipline et conduit à la solution de problèmes posés depuis longtemps qui semblaient hors de portée | [ 25 ] |
| 2018  | Luis A. Caffarelli         | États-Unis                  | pour ses travaux novateurs sur les équations aux dérivées partielles, parmi lesquels la création d'une théorie de la régularité pour les équations non linéaires comme l'équation de Monge-Ampère, et les problèmes à frontière libre comme le problème de l'obstacle, travaux qui ont influencé toute une génération de chercheurs dans ce domaine                                                                                        | [ 26 ] |
| 2019  | Michel Talagrand           | France                      | pour son travail sur des inégalités de concentration, des bornes inférieures et supérieures des processus stochastiques et des résultats rigoureux sur les verres de spin | [ 64 ] |
| 2020  | Alexander Beilinson        | États-Unis                  | pour leur immense influence et leurs contributions profondes sur la théorie des représentations et à de nombreux autres domaines des mathématiques | [ 65 ] |
| 2020  | David Kazhdan              | Israël                      | pour leur immense influence et leurs contributions profondes sur la théorie des représentations et à de nombreux autres domaines des mathématiques | [ 65 ] |
| 2021  | Jean-Michel Bismut         | France                      | pour leurs avancées remarquables qui ont transformé et transforment encore la géométrie moderne | [ 66 ] |
| 2021  | Jeff Cheeger               | États-Unis                  | pour leurs avancées remarquables qui ont transformé et transforment encore la géométrie moderne | [ 66 ] |
| 2022  | Noga Alon                  | États-Unis                  | pour leurs contributions remarquables aux mathématiques discrètes et à la théorie des modèles, en interaction notamment avec la géométrie algébrique, la topologie et l'informatique | [ 67 ] |
| 2022  | Ehud Hrushovski            | Royaume-Uni                 | pour leurs contributions remarquables aux mathématiques discrètes et à la théorie des modèles, en interaction notamment avec la géométrie algébrique, la topologie et l'informatique | [ 67 ] |
| 2023  | Vladimir Drinfeld          | Ukraine, Russie, États-Unis | pour leurs contributions liées à la physique mathématique, à la géométrie arithmétique, à la géométrie différentielle et à la géométrie de Kähler | [ 68 ] |
| 2023  | Shing-Tung Yau             | États-Unis                  | pour leurs contributions liées à la physique mathématique, à la géométrie arithmétique, à la géométrie différentielle et à la géométrie de Kähler | [ 68 ] |
| 2024  | Peter Sarnak               | États-Unis                  | pour son développement de la théorie arithmétique des groupes fins et du crible affine, en établissant des ponts entre théorie des nombres, combinatoire, dynamique, géométrie et théorie spectrale. | [ 32 ] |
| 2025  | Kenji Fukaya               | Japon                       | pour son travail de pionnier sur la géométrie symplectique, en particulier pour avoir envisagé l'existence d'une catégorie — aujourd'hui appelée catégorie de Fukaya — constituée de lagrangiens sur une variété symplectique, pour avoir dirigé la tâche monumentale de sa construction, et pour ses contributions ultérieures révolutionnaires et marquantes à la topologie symplectique, à la symétrie miroir et à la théorie de jauge. | [ 33 ] |